# Cia-cia
Le cia-cia est une langue austronésienne principalement parlée autour de la ville de Bau-Bau, dans le sud de l'île de Buton, au large de Célèbes, en Indonésie. Elle est également parlée sur les îles de Binongko et de Batu Atas. Elle compte environ 79 000 locuteurs.
Le nom de la langue provient du mot cia, qui veut dire « non ».
En 2009, les autorités de Bau-Bau adoptent l'alphabet coréen hangeul pour l'enseignement du cia-cia en classe. Cette initiative a cependant été abandonnée, car elle ne respecte pas la loi indonésienne disposant que toutes les langues doivent être retranscrites via l'alphabet latin pour préserver l'unité nationale.